# 久寿川なるお
久寿川 なるお（くすがわ なるお）は、日本の漫画家。

## 漫画作品一覧
※は成年漫画。
- SOAPのMOKOちゃん（秋田書店）※
- MOKOにおまかせ（秋田書店）※
- イッキ!!（秋田書店）
- 打鐘からはじまる（秋田書店）
- 先生はベビーフェイス（双葉社）※
- 女子アナの王道（少年画報社）※
- たつノリ!（少年画報社）※
- Dr.御園の桃色うろろじー（実業之日本社）※
- 鉄ヲタ少女（エンターブレイン）
- 流出!!女子アナ24時 ギリギリショット（少年画報社）

このほか、1980年代半ば頃に月刊タイガースでも連載を持っていた。